# Julia Soek
Julia Soek (Groninga, 12 dicembre 1990) è una dirigente sportiva ed ex ciclista su strada olandese. Attiva come ciclista Elite in formazioni UCI dal 2013 al 2021, dal 2023 è direttrice sportiva del team Unibet Tietema Rockets (ex TDT-Unibet).

## Palmarès
- 2017 (Team Sunweb, una vittoria)

Erondegemse Pijl

### Altri successi
- 2018 (Team Sunweb)

1ª tappa Giro Rosa (Verbania, cronosquadre)

## Piazzamenti

### Grandi Giri
- Giro d'Italia

2012: 80ª
2014: 115ª
2015: 83ª
2016: 85ª
2017: 77ª
2018: ritirata (3ª tappa)
2019: 92ª

### Competizioni mondiali
- Campionati del mondo

Toscana 2013 - Cronosquadre: 9ª